# Bayi
Bayi  (tyb. བྲག་ཡིབ།, Wylie brag yib; chiń. upr. 巴宜区; pinyin Bāyí Qū) – dzielnica miasta Nyingchi w Tybetańskim Regionie Autonomicznym w zachodniej części Chińskiej Republiki Ludowej. 3 kwietnia 2015 roku Rada Państwa zadecydowała o przekształceniu prefektury Linzhi w prefekturę miejską Nyingchi, oraz utworzenie dzielnicy Bayi w granicach ówczesnego powiatu Nyingchi.